# 卡西歐 fx-991ES PLUS
卡西歐 fx-991ES PLUS是一款由卡西欧推出的科学计算器，为卡西欧 fx-991ES的改进型号。

## 外形
此型號高 12.2 毫米，寬 80 毫米，長 161 毫米，連電池約重105克。表面以銀色為主，背面則以黑色為主。計數機附有一個硬盒滑蓋，當不需使用計算機時，可把計數機用滑蓋蓋著，以作保護。

## 電源
卡西歐 fx-991ES PLUS提供太陽能及電池雙重供電，以平均每天使用 1 小時計算，電池可用達 3 年。

## 功能
- 拥有八个计算模式，分别是基本计算（COMP）、复数计算（CMPLX）、统计计算（STAT）、基数运算（BASE-N）、方程式运算（EQN）、矩阵计算（MATRIX）、通过函数生成数学表格（TABLE）、向量计算（VECTOR）
- 40个科学常数
- 40种进制转换